# Ballet de cour

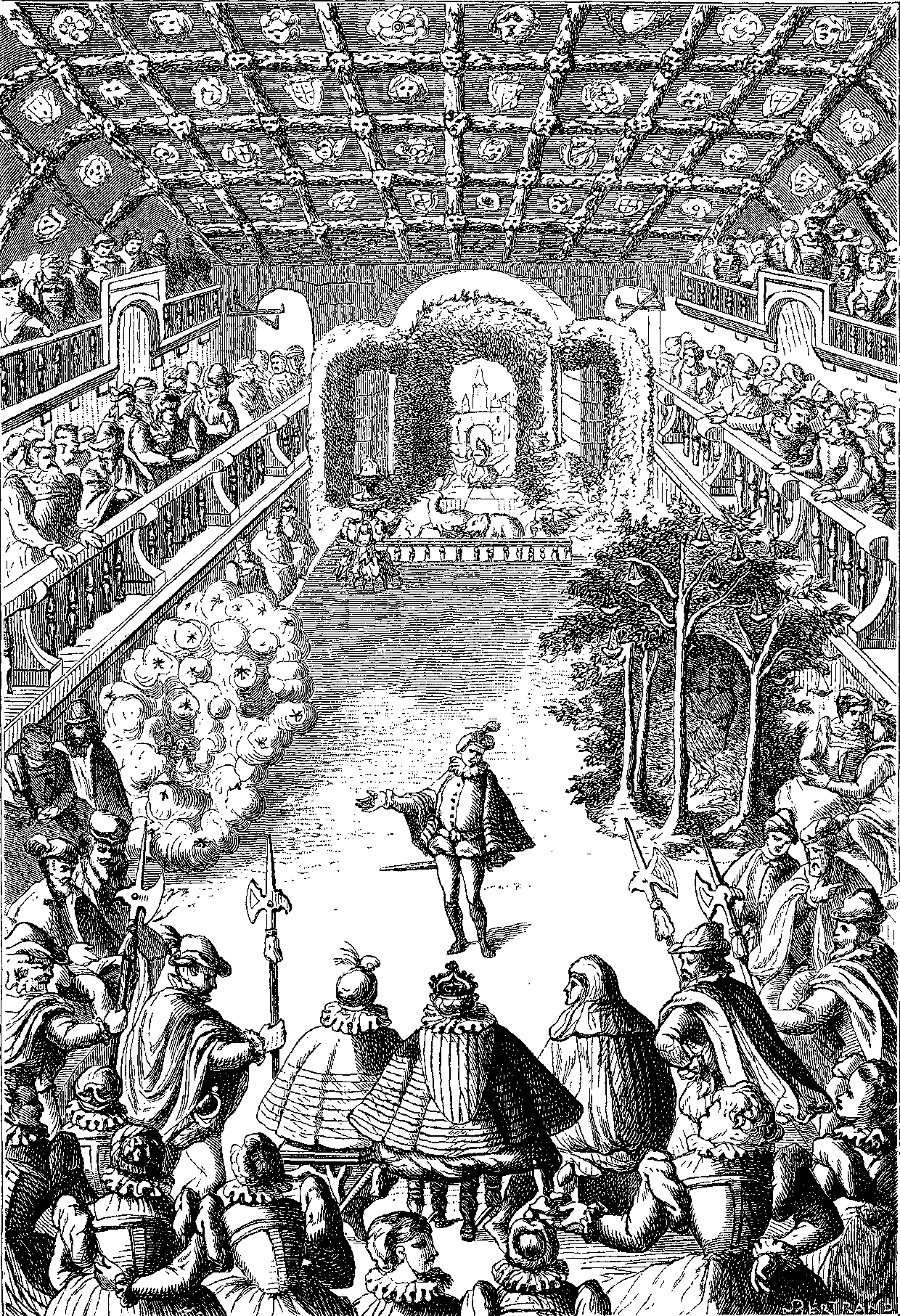
Ballet comique de la reine, 1581.

Genre de spectacle né à la fin du XVIe siècle à la cour de France, le ballet de cour conjugue poésie, musique vocale et instrumentale, chorégraphie et scénographie. Dansé par les membres de la famille royale, les courtisans et quelques danseurs professionnels, le ballet de cour est constitué d'une suite d'entrées au cours desquelles les interprètes sont mis en valeur tour à tour. La dernière entrée, appelée « grand ballet », réunit généralement l'ensemble des danseurs.
L'un des premiers et des plus grandioses est le Ballet comique de la reine (1581), suivi d'une production abondante sous le règne de Louis XIII. Délaissé ensuite jusqu'à la Fronde, il renaît de plus belle et connaît son apogée sous Louis XIV, qui en fait progressivement un outil de propagande politique, avec l'aide de Mazarin, mettant en évidence la puissance de la France et de son monarque. Isaac de Benserade en sera le poète principal.
Lorsque Louis XIV renonce à se produire sur scène en 1670, il porte un coup fatal au ballet de cour, mais permettra la naissance de deux genres nouveaux portés principalement par Lully : l'« opéra-ballet » et la « comédie-ballet » qui héritent de plusieurs caractères du ballet de cour.

## Liste des principaux ballets donnés à la cour de France

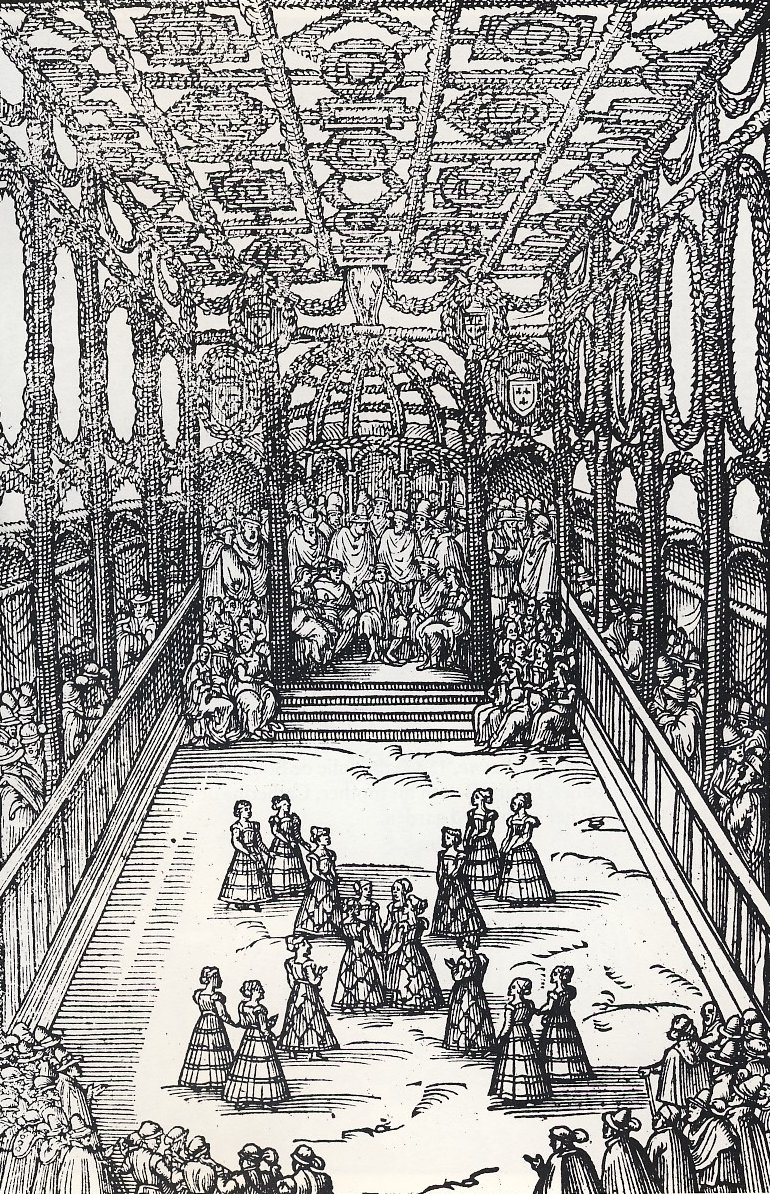
Ballet aux Tuileries pour les ambassadeurs polonais.

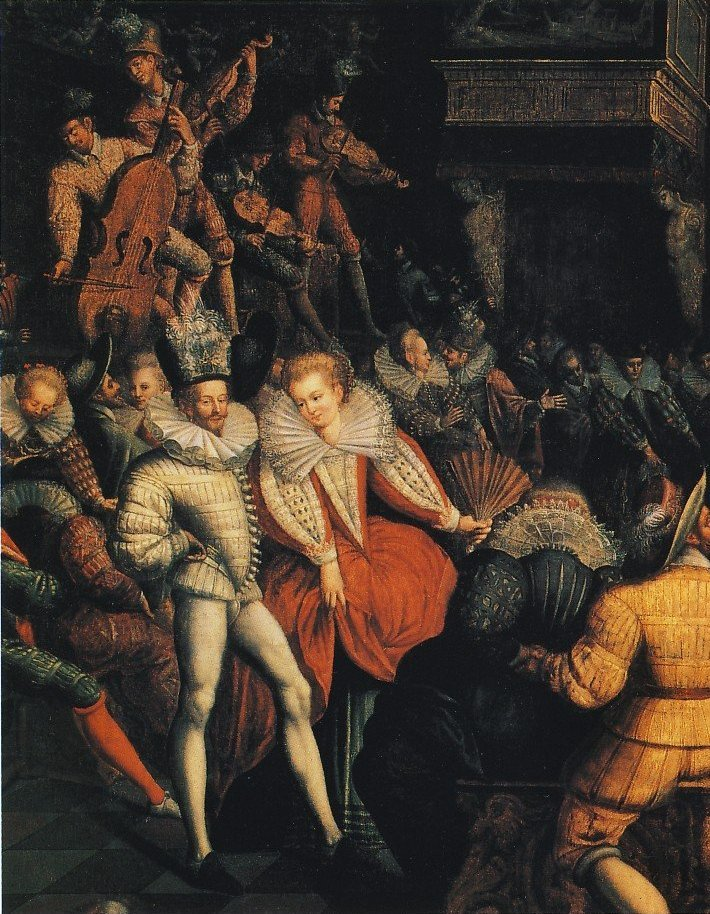
1580.

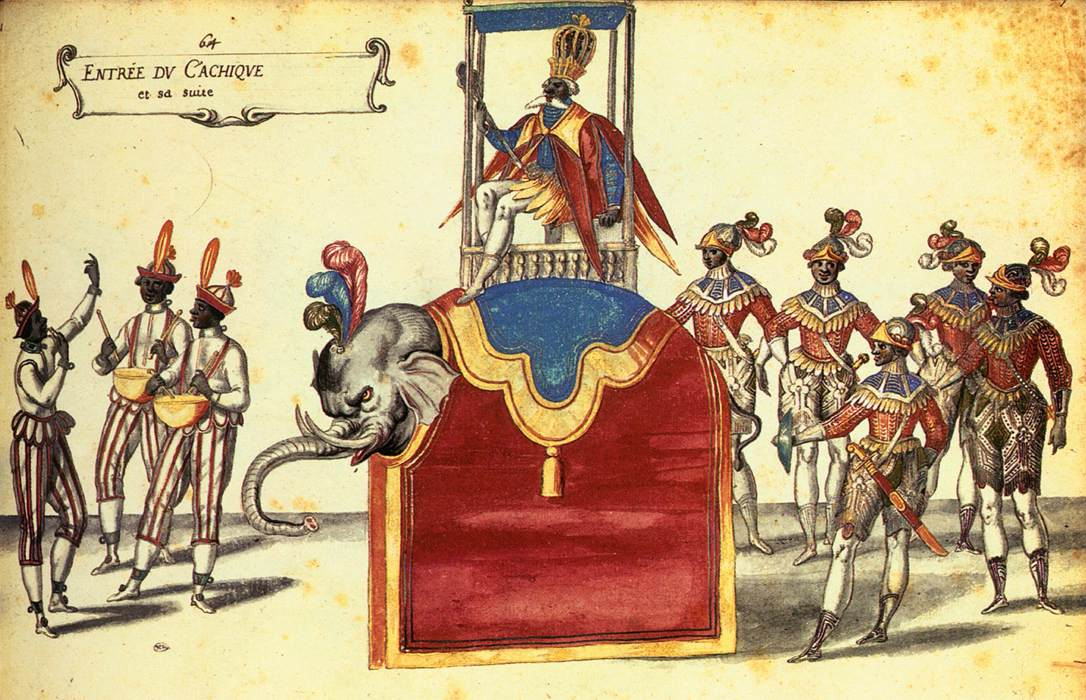
Grand Bal de la douairière de Billebahaut, 1626.

### Règne de Charles IX
- 1573 : Ballet des Polonais

### Règne d'Henri III
- 1581 : Ballet comique de la reine (15 octobre, par Balthazar de Beaujoyeulx)

### Règne d'Henri IV
- 1595 : Ballet dansé aux noces de Charles, sire de Créqui
- 1598 : Ballet des grimasseurs - Ballet des folles - Ballet du sérail
- 1600 : Ballet des Turcs - Ballet des Juifs
- 1601 : Ballet des seize dames - Premier ballet de la reine - Ballet des princesses des Isles - Ballet des princes de la Chine
- 1603 : Ballet des quatre saisons
- 1604 : Ballet de Monsieur de Vendôme - Ballet de l'inconstance
- 1605 : Ballet de Monsieur le prince de Condé
- 1606 : Ballet d'Andromède
- 1607 : Ballet des tirelains
- 1608 : Ballet des Bacchantes - Ballet des dieux marins - Ballet des Amazones - Ballet des trois âges - Ballet des Indiens
- 1609 : Ballet de la Reine (31 janvier) - Ballet du mariage de Monsieur de Vendôme (9 juillet) - Ballet du maître à danser (musique de Pierre Guédron)

### Règne de Louis XIII
- 1610 : Ballet de Monseigneur le duc de Vendôme (12 janvier, musique de Pierre Guédron) - Ballet de Monsieur le Dauphin (28 février 1573)
- 1611 : Ballet du roi Louis XIII (musique de Michael Prætorius)
- 1612 : Ballet de Madame de Puisieux (1er mars) - Ballet du courtisan et des matrones
- 1613 : Ballet du procureur (28 février)
- 1614 : Ballet des Argonautes (23 janvier, musique de Pierre Guédron) - Ballet de Don Quichotte (3 février)
- 1615 : Ballet des hypocondriaques - Ballet des amants captifs - Ballet de Madame ou le Triomphe de Minerve (19-22 mars)
- 1617 : Ballet de la délivrance de Renaud, premier ballet interprété par Louis XIII (29 janvier 1617) - Ballet de la reine (6 février) - Ballet des vendangeurs - Ballet des princes (musique de Pierre Guédron)
- 1618 : Le Grand ballet du roi (22 février) - Ballet de la folie
- 1619 : Ballet de Tancrède
- 1620 : Ballet des chercheurs de midi à quatorze heures (29 janvier)
- 1621 : Le Grand ballet de la reine représentant le Soleil (musique d'Antoine Boësset)
- 1624 : Ballet du monde renversé (musique d'Étienne Moulinié) - Ballet des infatigables (18 février)
- 1626 : Ballet des Dandins et Grand Bal de la douairière de Billebahaut
- 1627 : Ballet des quolibets (4 janvier) et Ballet de Monsieur
- 1628 : Ballet des andouilles
- 1632 : Ballet de l'Harmonie (14 décembre) - Ballet des effets de la nature (27 décembre)
- 1633 : Ballet des cinq sens de la nature (10 février)
- 1635 : Ballet des Triomphes (18 février), Ballet de la merlaison (15 mars au château de Chantilly) et Ballet de Mademoiselle (musique d'Étienne Moulinié)
- 1636 : Ballet des improvistes (12 février)
- 1638 : Ballet des Nations (13 janvier)
- 1639 : Ballet de la Félicité (5 mars, musique d'Antoine Boësset)
- 1640 : Ballet du Triomphe de la beauté (19 février)
- 1641 : Ballet de la prospérité des Armes de France (7 février, au Palais Cardinal, musique de François de Chancy)
- 1643 : Ballet de la fontaine de jouvence

### Règne de Louis XIV

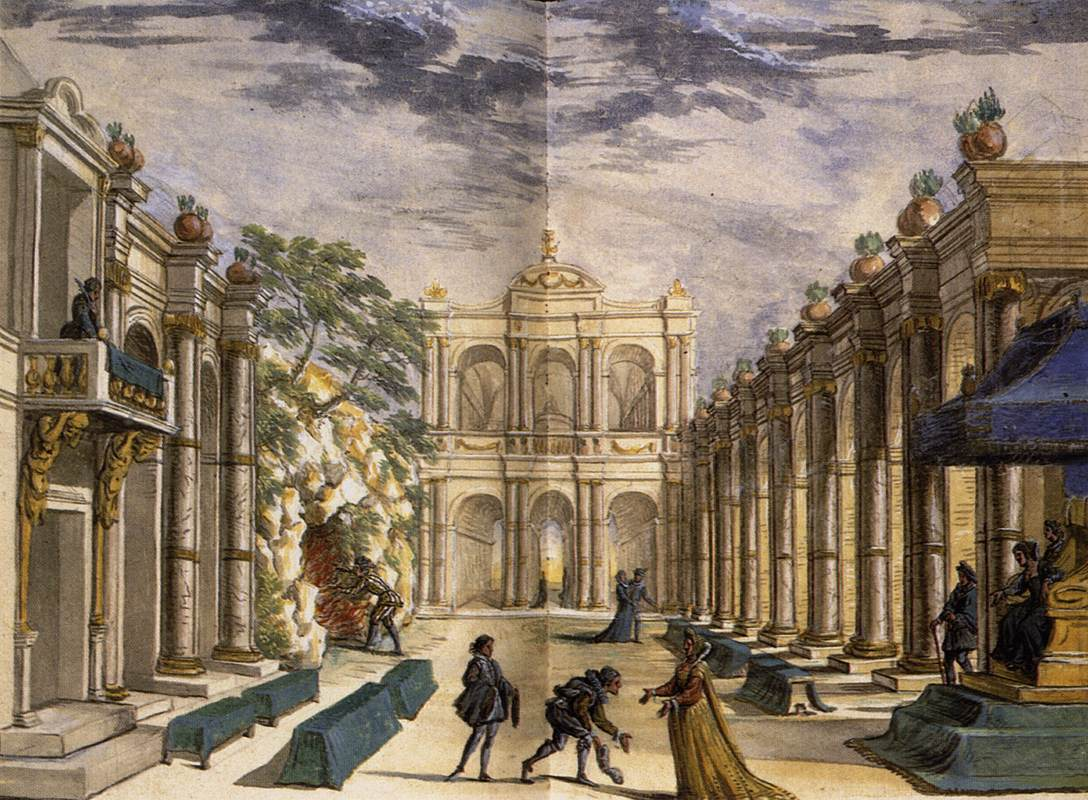
Ballet royal de la nuit, 1653.

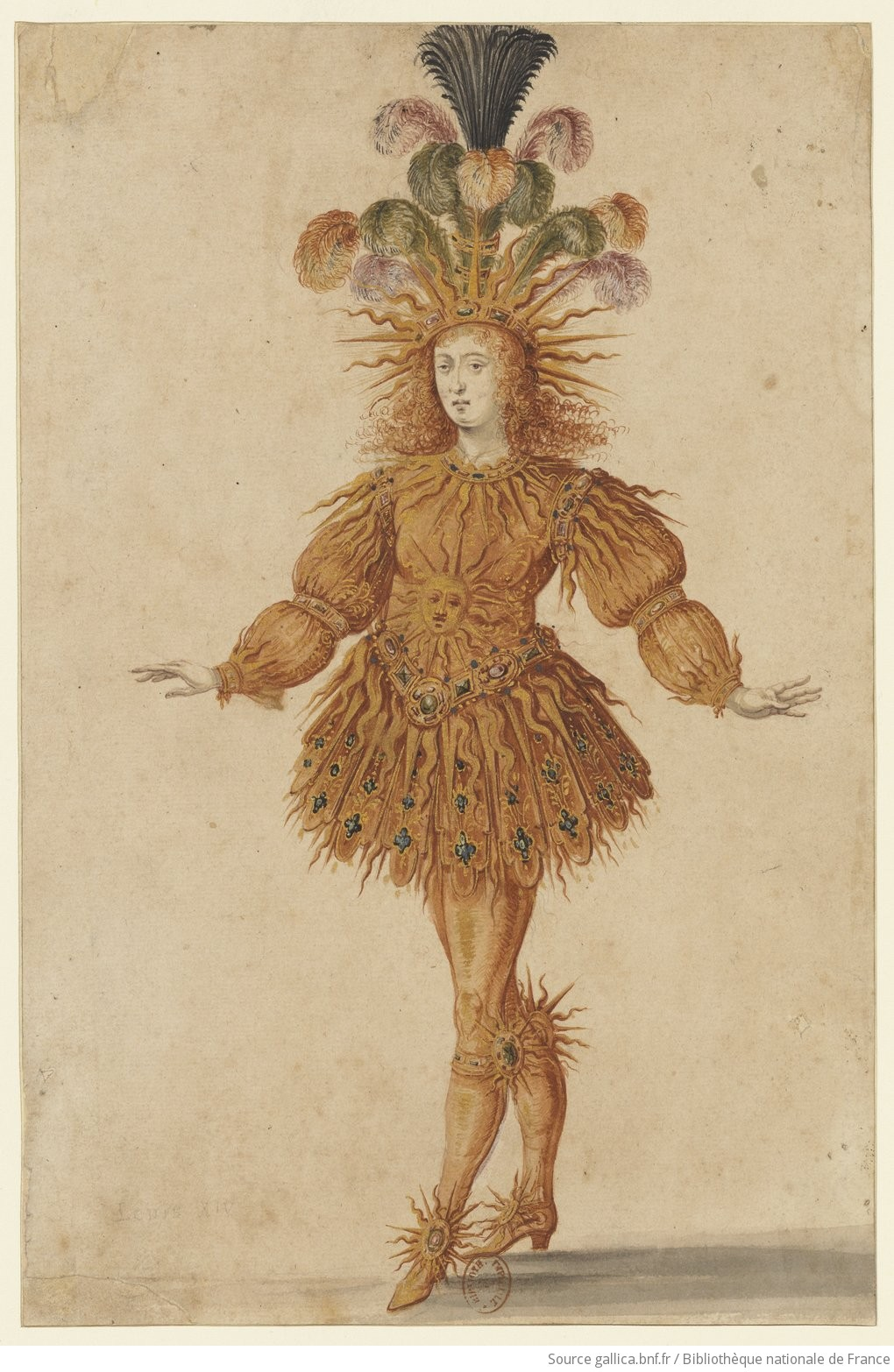
Louis XIV, représentant le soleil levant, dans Ballet royal de la nuit (1653).

- 1648 : Ballet du dérèglement des passions (23 janvier, musique de François de Chancy)
- 1651 : Ballet de Cassandre - Ballet des fêtes de Bacchus (2 mai, musique de François de Chancy)
- 1653 : Ballet royal de la nuit (23 février)
- 1654 : Ballet du temps (3 décembre)
- 1655 : Ballet des plaisirs (4 février)
- 1656 : Ballet de Psyché (16 janvier)
- 1657 : Ballet de l'Amour malade (17 janvier)
- 1658 : Ballet d'Alcidiane (14 février, musique de Lully et autres)
- 1659 : Ballet de la raillerie (19 février)
- 1660 : Grand ballet du Soleil
- 1661 : Ballet de l'impatience (19 février, musique de Lully et autres) - Ballet des saisons (23 juillet, musique de Lully)
- 1663 : Ballet des arts (8 janvier, musique de Lully et Lambert)
- 1664 : Les Amours déguisés (février, musique de Lully) - Les Plaisirs de l'Île enchantée (7 mai, musique de Lully et autres)
- 1665 : Ballet de la naissance de Vénus (26 janvier, musique de Lully)
- 1666 : Ballet des Muses (2 décembre au château de Saint-Germain-en-Laye, musique de Lully)
- 1669 : Ballet de Flore (février aux Tuileries, musique de Lully)
- 1671 : Ballet des ballets (décembre au château de Saint-Germain-en-Laye, musique de Lully)
- 1685 : Le Triomphe de la Paix (musique de Lully)
- 1686 : Ballet de la Jeunesse (28 janvier, musique de de Lalande)
- 1689 : Ballet de Flore (5 janvier, musique de de lalande)

### Après Louis XIV
- 1720 : L'Inconnu (musique de de Lalande) - Les Folies de Cardenio (musique de de Lalande)
- 1721 : Les Éléments (musique d'André Cardinal Destouches)

## Dans la peinture

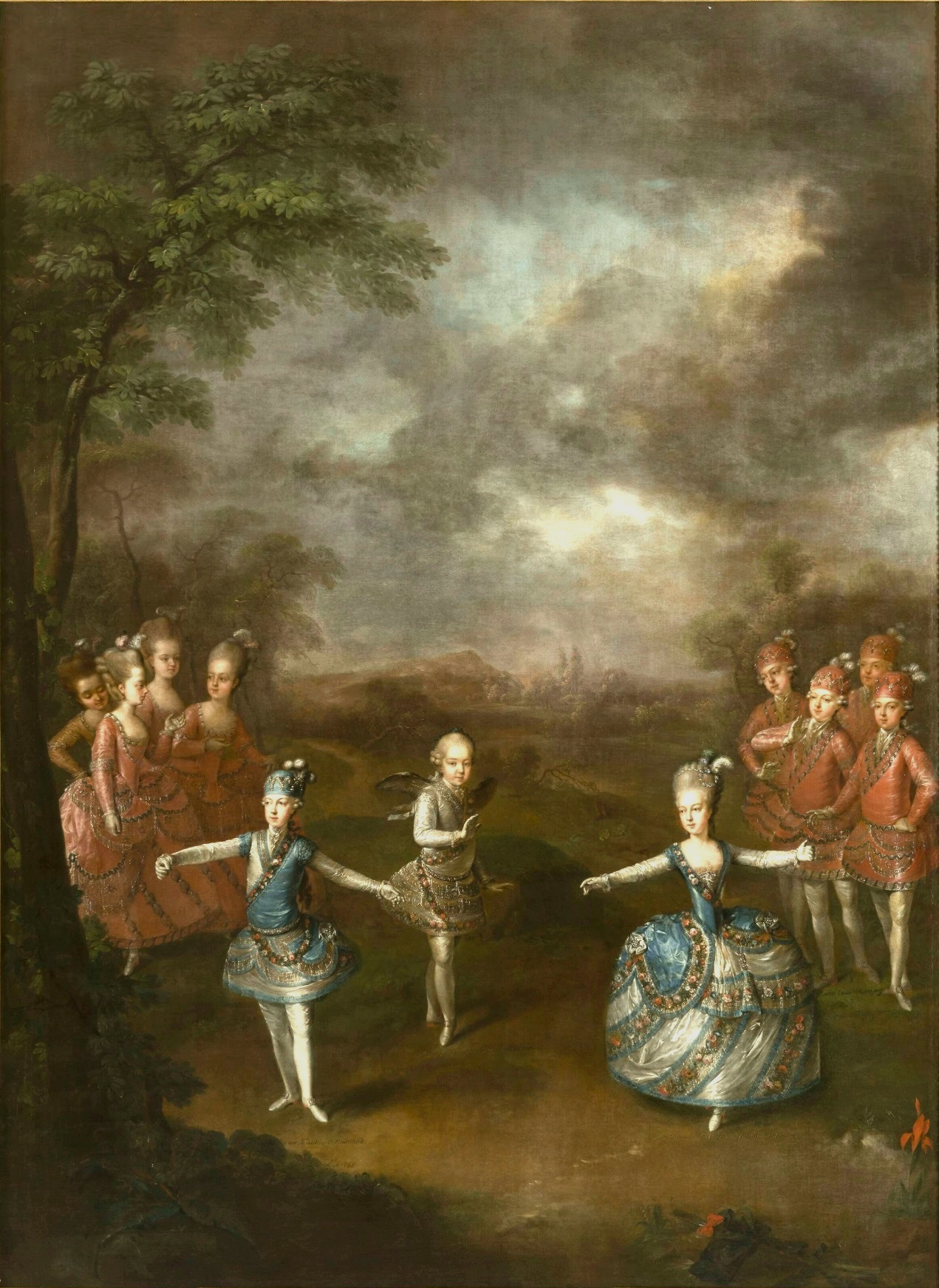
Ballet à la cour d'Autriche - Le Triomphe de l'Amour, 1765.
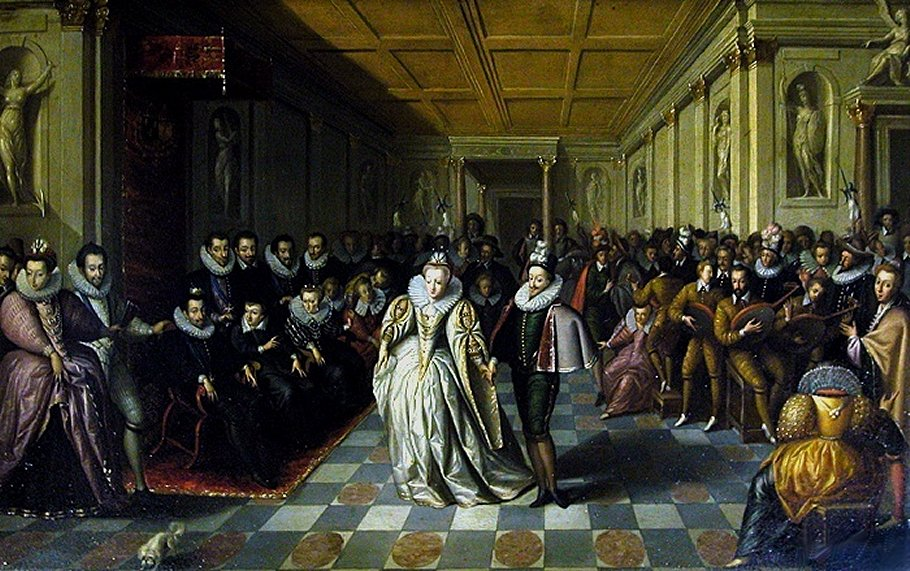
Ballet du mariage du duc de Joyeuse, 1581.
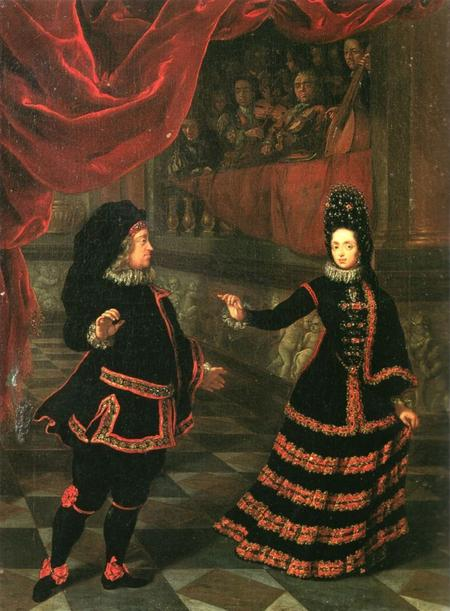
Ballet de cour à Düsseldorf, 1695.